# Athlétisme à l'Universiade d'été de 2011
Navigation
2009 Édition suivante
Les épreuves d'athlétisme de l'Universiade d'été de 2011 se déroulent dans l'enceinte du Main Stadium of Universiade Center de Shenzhen, en Chine, du 16 au 21 août 2011.

## Résultats

### Hommes
| 100 m | Jacques Harvey 10 s 14                                                                    | Rytis Sakalauskas 10 s 14 (NR)                                                   | Su Bingtian 10 s 27                                                                                  |
| 200 m | Rasheed Dwyer 20 s 20 (PB)                                                                | Thuso Mpuang Jason Young 20 s 59                                                 | non attribuée                                                                                        |
| 400 m | Marcell Deák-Nagy 45 s 50                                                                 | Peter Matthews 45 s 62 (PB)                                                      | Sean Wroe 45 s 93 (SB)                                                                               |
| 800 m | Lachlan Renshaw 1 min 46 s 36                                                             | Teng Haining 1 min 46 s 62 (PB)                                                  | Fred Samoei 1 min 46 s 72                                                                            |
| 1 500 m | Imad Touil 3 min 48 s 13                                                                  | Abdelmadjed Touil 3 min 48 s 24                                                  | Valentin Smirnov 3 min 48 s 45                                                                       |
| 5 000 m | Andrew Vernon 14 min 00 s 06                                                              | Evgeny Rybakov 14 min 00 s 60                                                    | Stefano La Rosa 14 min 02 s 95                                                                       |
| 10 000 m | Suguru Ōsako 28 min 42 s 83 (SB)                                                          | Stephen Mokoka 28 min 53 s 09                                                    | Ahmed Tamri 29 min 06 s 20                                                                           |
| Semi marathon | Ahmed Tamri                                                                               | Fatih Bilgic                                                                     | Tsubasa Hayakawa                                                                                     |
| Semi marathon par équipes | Japon                                                                                     | Chine                                                                            | |
| 3 000 m steeple | Alberto Paulo 8 min 22 s 26                                                               | Halil Akkaş 8 min 34 s 57(SB)                                                    | Ildar Minshin 8 min 34 s 86                                                                          |
| 110 m haies | Hansle Parchment 13 s 24 (PB)                                                             | Jiang Fan 13 s 55                                                                | Ronald Brookins 13 s 56                                                                              |
| 400 m haies | Jeshua Anderson 49 s 03                                                                   | Takayuki Kishimoto 49 s 52                                                       | Kurt Couto 49 s 61                                                                                   |
| Saut en hauteur | Bohdan Bondarenko 2,28 m                                                                  | Wojciech Theiner 2,26 m (SB)                                                     | Sergey Mudrov 2,24 m                                                                                 |
| Saut à la perche | Łukasz Michalski 5,75 m                                                                   | Mateusz Didenkow Aleksandr Gripich 5,75 m                                        | non attribuée                                                                                        |
| Saut en longueur | Su Xiongfeng 8,17 m                                                                       | Marquise Goodwin 8,03 m                                                          | Julian Reid 7,96 m                                                                                   |
| Triple saut | Nelson Évora 17,31 m (SB)                                                                 | Viktor Kuznyetsov 16,89 m                                                        | Yevgeniy Ektov 16,83 m                                                                               |
| Lancer du poids | O'Dayne Richards 19,93 m (PB)                                                             | Soslan Tsyrikhov 19,80 m                                                         | Mason Finley 19,72 m                                                                                 |
| Lancer du disque | Märt Israel 64,07 m                                                                       | Przemyslaw Czajkowski 63,62 m                                                    | Ronald Julião 63,30 m (NR)                                                                           |
| Lancer du marteau | Paweł Fajdek 78,14 m                                                                      | Marcel Lomnický 73,90 m                                                          | Lorenzo Povegliano 73,39 m                                                                           |
| Lancer du javelot | Fatih Avan 83,79 m                                                                        | Roman Avramenko 81,42 m                                                          | Igor Janik 79,65 m                                                                                   |
| Décathlon | Vasiliy Kharlamov 8 166 pts                                                               | Gaël Querin 7 857 pts                                                            | Mikhail Logvinenko 7 835 pts                                                                         |
| 20 km marche | Andrey Krivov 1 h 24 min 15 s                                                             | Mikhail Ryzhov 1 h 24 min 26 s                                                   | Andrés Chocho 1 h 24 min 44 s                                                                        |
| 20 km marche par équipes | Russie                                                                                    | Chine                                                                            | |
| 4 × 100 m | Afrique du Sud Johannes Dreyer Simon Magakwe Rapula Jacob Sefanyetso Thuso Mpuang 39 s 25 | Chine Yang Yang Huang Minhua Chang Pengben Zheng Dongsheng 39 s 39               | Hong Kong Yip Siukeung Lai Chun Ho Leung Kiho Ho Manloklawrence 39 s 44                              |
| 4 × 400 m | Russie Aleksandr Sigalovskiy Dmitry Buryak Artem Vazhov Valentin Kruglyakov 3 min 04 s 51 | Japon Hiroyuki Nakano Shintaro Horie Hideyuki Hirose Takatoshi Abe 3 min 05 s 16 | Afrique du Sud Shane Victor Andre Karl Olivier Pieter Christiaan Beneke Willem de Beer 3 min 05 s 61 |
| Records et Performances - AR : Record continental (area record) - CR : Record des championnats (championship record) - MR : Record du meeting (meet record) - NR : Record national (national record) - OR : Record olympique (olympic record) - PR : Record paralympique (paralympic record) - PB : Record personnel (personal best) - SB : Meilleure performance personnelle de la saison (season's best) - WL : Meilleure performance mondiale de l'année (world leader) - WJR : Record du monde junior (world junior record) - WR : Record du monde (world record) Circonstances et Conditions - DNF : N'a pas terminé (did not finish) - DNS : N'a pas pris le départ (did not start) - DQ : Disqualification (disqualification) - NM : Aucun essai valable enregistré (No Mark) - Q : Qualifié « directement » au prochain tour (ou à la prochaine compétition), lors d'une compétition majeure, grâce au classement ou à la réalisation des minima (automatic qualifier) - q : Qualifié au prochain tour (ou à la prochaine compétition), lors d'une compétition majeure, grâce au repêchage ou à la réalisation de l'une des meilleures performances parmi celles des « non qualifiés directement » (grâce au meilleur temps ou à la meilleure distance par exemple) (secondary qualifier) |                                                                                           |                                                                                  | |

### Femmes
| 100 m | Carrie Russell 11 s 05 (PB)                                                                 | Hrystyna Stuy 11 s 34 (PB)                                                                            | Lina Grinčikaitė 11 s 44                                                                |
| 200 m | Anneisha McLaughlin 22 s 54 (PB)                                                            | Tiffany Townsend 22 s 96                                                                              | Anna Kaygorodova 23 s 16 (PB)                                                           |
| 400 m | Olga Topilskaya 51 s 63                                                                     | Yelena Migunova 51 s 77 (SB)                                                                          | Diamond Dixon 52 s 76                                                                   |
| 800 m | Olha Zavhorodnya 1 min 59 s 56 (PB)                                                         | Elena Kofanova 1 min 59 s 94                                                                          | Liliya Lobanova 2 min 00 s 42                                                           |
| 1 500 m | Anna Mishchenko 4 min 05 s 91                                                               | Denise Krebs 4 min 07 s 70 (PB)                                                                       | Liu Fang 4 min 07 s 90 (PB)                                                             |
| 5 000 m | Binnaz Uslu 15 min 41 s 15 (PB)                                                             | Sara Moreira 15 min 45 s 83                                                                           | Natalya Popkova 15 min 52 s 55                                                          |
| 10 000 m | Fadime Suna 33 min 11 s 92                                                                  | Hanae Tanaka 33 min 15 s 57                                                                           | Mai Ishibashi 33 min 41 s 90                                                            |
| Semi marathon | Ro Un-Ok 1 h 16 min 38 s                                                                    | Jin Lingling 1 h 16 min 42 s                                                                          | Sayo Nomura 1 h 16 min 48 s                                                             |
| Semi martathon par équipes | Japon                                                                                       | Chine                                                                                                 |                                                                                         |
| 3 000 m steeple | Binnaz Uslu 9 min 33 s 50 (PB)                                                              | Ludmina Kuzmina 9 min 44 s 77                                                                         | Jin Yuan 9 min 45 s 61 (SB)                                                             |
| 100 m haies | Nia Ali 12 s 85                                                                             | Natalya Ivoninskaya 13 s 16                                                                           | Christina Manning 13 s 17                                                               |
| 400 m haies | Anna Yaroshchuk 55 s 15                                                                     | Irina Davydova 55 s 50                                                                                | Nagihan Karadere 55 s 81                                                                |
| Saut en hauteur | Brigetta Barrett 1,96 m (PB)                                                                | Airinė Palšytė 1,96 m (NR)                                                                            | Anna Iljuštšenko 1,94                                                                   |
| Saut à la perche | Aleksandra Kiryashova 4,65 m (PB)                                                           | Tina Šutej 4,55 m                                                                                     | Ekaterini Stefanidi 4,45 (PB)                                                           |
| Saut en longueur | Anna Nazarova 6,72 m                                                                        | Yuliya Pidluzhnaya 6,56 m                                                                             | Melanie Bauschke 6,51 m                                                                 |
| Triple saut | Ekaterina Koneva 14,25 m (PB)                                                               | Patrícia Mamona 14,23 m                                                                               | Cristina Bujin 14,21 (PB)                                                               |
| Lancer du poids | Irina Tarasova 18,02 m                                                                      | Sophie Kleeberg 17,48 m                                                                               | Meng Qianqian 17,21 (PB)                                                                |
| Lancer du disque | Żaneta Glanc 63,99 m (PB)                                                                   | Zinaida Sendriūtė 62,49 m (PB)                                                                        | Svetlana Saykina 60,81 m                                                                |
| Lancer du marteau | Éva Orbán 71,33 (NR)                                                                        | Bianca Perie 71,18 m                                                                                  | Hao Shuai 69,37 m (PB)                                                                  |
| Lancer du javelot | Sunette Viljoen 66,47 m (AR)                                                                | Marina Maksimova 59,87 m                                                                              | Justine Robbeson 59,78 m                                                                |
| Heptathlon | Olga Kurban 6 151 pts                                                                       | Viktorija Žemaitytė 5 958 pts                                                                         | Kateřina Cachová 5 873 pts                                                              |
| 20 km marche | Julia Takacs Nyerges 1 h 33 min 51                                                          | Tatiana Shemyakina 1 h 34 min 23                                                                      | Nina Okhotnikova 1 h 35 min 10                                                          |
| 20 km marche par équipes | Chine                                                                                       | |                                                                                         |
| 4 × 100 m | Ukraine Hanna Titimets Nataliya Pohrebnyak Hrystyna Stuy Yelizaveta Bryzhina 43 s 33        | États-Unis Lakya Brookins Shayla Mahan Christina Manning Tiffany Townsend 43 s 48                     | Jamaïque Shermaine Williams Carrie Russell Anneisha McLaughlin Anastasia Le-Roy 43 s 57 |
| 4 × 400 m | Russie Marina Karnaushchenko Yelena Migunova Kseniya Ustalova Olga Topilskaya 3 min 27 s 16 | Royaume-Uni Kelly Lorraine Massey Charlotte Anne Best Meghan Beesley Emily Jane Diamond 3 min 33 s 09 | Chine Ruan Zhuofen Zheng Zhihui Yang Qi Chen Jingwen 3 min 34 s 09                      |
| Records et Performances - AR : Record continental (area record) - CR : Record des championnats (championship record) - MR : Record du meeting (meet record) - NR : Record national (national record) - OR : Record olympique (olympic record) - PR : Record paralympique (paralympic record) - PB : Record personnel (personal best) - SB : Meilleure performance personnelle de la saison (season's best) - WL : Meilleure performance mondiale de l'année (world leader) - WJR : Record du monde junior (world junior record) - WR : Record du monde (world record) Circonstances et Conditions - DNF : N'a pas terminé (did not finish) - DNS : N'a pas pris le départ (did not start) - DQ : Disqualification (disqualification) - NM : Aucun essai valable enregistré (No Mark) - Q : Qualifié « directement » au prochain tour (ou à la prochaine compétition), lors d'une compétition majeure, grâce au classement ou à la réalisation des minima (automatic qualifier) - q : Qualifié au prochain tour (ou à la prochaine compétition), lors d'une compétition majeure, grâce au repêchage ou à la réalisation de l'une des meilleures performances parmi celles des « non qualifiés directement » (grâce au meilleur temps ou à la meilleure distance par exemple) (secondary qualifier) |                                                                                             | |                                                                                         |

## Tableau des médailles
| Rang  | Nation         | Or | Argent | Bronze | Total |
| ----- | -------------- | -- | ------ | ------ | ----- |
| 1     | Russie         | 11 | 11     | 9      | 31    |
| 2     | Jamaïque       | 6  | 2      | 1      | 9     |
| 3     | Turquie        | 5  | 3      | 1      | 9     |
| 4     | Ukraine        | 4  | 4      | 1      | 9     |
| 5     | Japon          | 3  | 3      | 3      | 9     |
| 5     | États-Unis     | 3  | 3      | 3      | 9     |
| 7     | Pologne        | 3  | 3      | 1      | 7     |
| 8     | Chine          | 2  | 7      | 3      | 12    |
| 9     | Afrique du Sud | 2  | 2      | 2      | 6     |
| 10    | Portugal       | 2  | 2      | 0      | 4     |
| 11    | Algérie        | 1  | 1      | 0      | 2     |
| 11    | Hongrie        | 1  | 1      | 0      | 2     |
| 13    | Royaume-Uni    | 1  | 0      | 2      | 3     |
| 14    | Australie      | 1  | 0      | 1      | 2     |
| 14    | Estonie        | 1  | 0      | 1      | 2     |
| 14    | Maroc          | 1  | 0      | 1      | 2     |
| 17    | Moldavie       | 1  | 0      | 0      | 1     |
| 17    | Corée du Nord  | 1  | 0      | 0      | 1     |
| 17    | Espagne        | 1  | 0      | 0      | 1     |
| 20    | Lituanie       | 0  | 4      | 1      | 5     |
| 21    | Kazakhstan     | 0  | 1      | 2      | 3     |
| 22    | Allemagne      | 0  | 1      | 1      | 2     |
| 23    | France         | 0  | 1      | 0      | 1     |
| 23    | Slovaquie      | 0  | 1      | 0      | 1     |
| 23    | Slovénie       | 0  | 1      | 0      | 1     |
| 26    | Italie         | 0  | 0      | 2      | 2     |
| 26    | Roumanie       | 0  | 0      | 2      | 2     |
| 27    | Brésil         | 0  | 0      | 1      | 1     |
| 27    | Tchéquie       | 0  | 0      | 1      | 1     |
| 27    | Équateur       | 0  | 0      | 1      | 1     |
| 27    | Grèce          | 0  | 0      | 1      | 1     |
| 27    | Hong Kong      | 0  | 0      | 1      | 1     |
| 27    | Kenya          | 0  | 0      | 1      | 1     |
| 27    | Mozambique     | 0  | 0      | 1      | 1     |
| Total | Total          | 50 | 51     | 44     | 145   |